# 弗朗齐歇克·斯沃博达
弗朗齐歇克·斯沃博达（捷克語：František Svoboda，1906年8月5日—1948年7月6日），捷克男子足球运动员，司职前锋。他曾代表捷克斯洛伐克国家队参加1934年国际足联世界杯，结果队伍获得亚军。